# مراتین
مراتین (به چکی: Mratín) یک منطقهٔ مسکونی در جمهوری چک است که در ناحیه پراگ-شرق واقع شده‌است. مراتین ۴٫۸۷ کیلومتر مربع مساحت و ۱٬۱۴۴ نفر جمعیت دارد و ۱۹۲ متر بالاتر از سطح دریا واقع شده‌است.